# Roger van Hamburg
Roger Hendrik van Hamburg (Cardon, 5 april 1954) is een Nederlandse zwemmer. Hij  nam eenmaal deel aan de Olympische Spelen, maar won hierbij geen medailles.
In 1972 maakte hij zijn olympisch debuut op de Olympische Spelen van München. Hij kwam uit op de onderdelen 400 m wisselslag, 4 x 100 m vrije slag en 4 x 200 m vrije slag. Hij sneuvelde op alle drie de onderdelen in de voorrondes.
Hij trouwde met Diana Rickard, een Australisch olympisch zwemmer. Samen hebben ze een dochter genaamd Sasha. Sasha is getrouwd met Adam Pine eveneens een Australisch olympisch zwemmer. Sinds 2000 runnen Roger en Diana een zwemschool in de buurt van Sydney.

## Palmares

### 400 m wisselslag
- 1972: 3e in series OS - 4.50,70

### 4 x 100 m vrije slag
- 1972: 6e in series OS - 3.41,36

### 4 x 200 m vrije slag

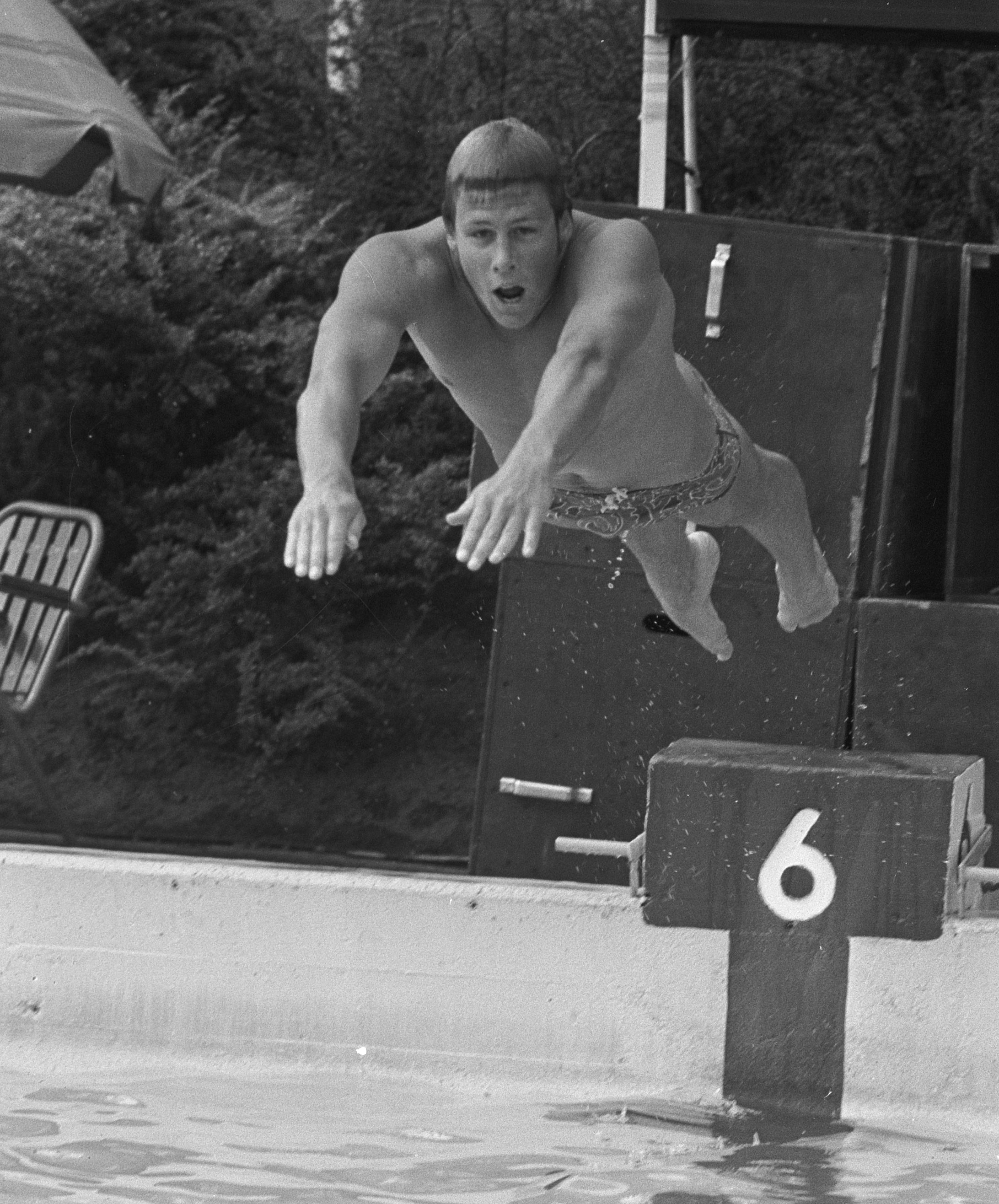
Roger van Hamburg (1972)

- 1972: 4e in series OS - 8.00,87